# جون مور (لاعب كرة قدم مواليد 1943)
جون مور (بالإنجليزية: John Moore)‏ هو لاعب كرة قدم ومدرب كرة قدم بريطاني في مركز الدفاع، ولد في 21 ديسمبر 1943 في Harthill, Scotland ‏ في المملكة المتحدة. لعب مع برايتون أند هوف ألبيون ونادي لوتون تاون ونادي ماذرويل ونورثامبتون تاون.